# Paul Jaspar

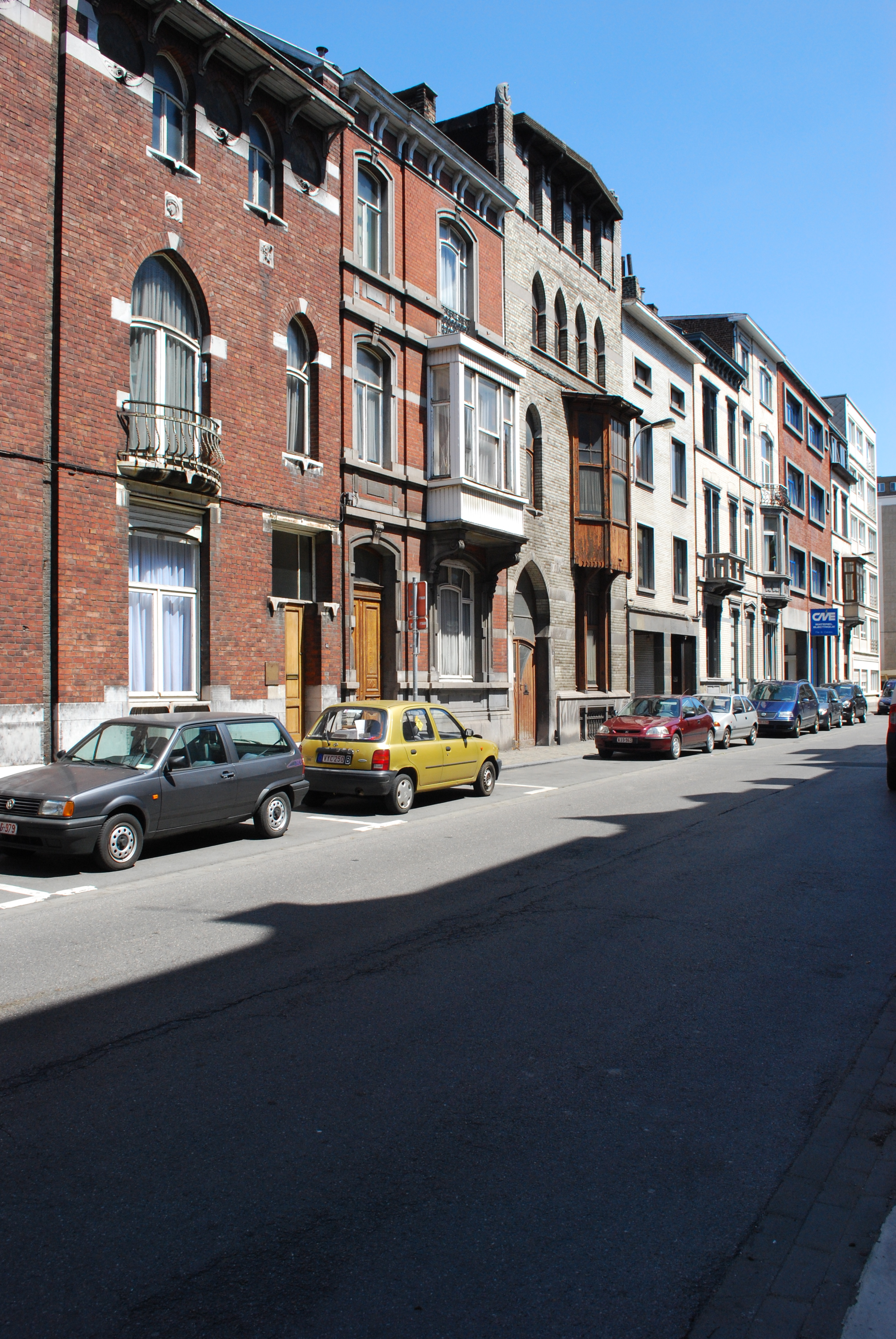
Rue du Vieux Mayeur a Lieja

Paul Jaspar (Lieja, 23 de juny de 1859 - 18 de febrer de 1945) fou un arquitecte belga que projectà uns quants edificis inspirats en l'art nouveau a Lieja i Brussel·les. Paul Jaspar va estudiar a l'Acadèmia de Belles Arts de Lieja, entre el 1876 i el 1878, i a l'Acadèmia Reial de Belles Arts de Brussel·les, entre 1878 i 1883, on fou condeixeble de Victor Horta i de Paul Hankar. El 1879, entrà al taller d'Henri Beyaert al mateix temps que Paul Hankar. El 1884, retornà a Lieja, on feu alguns edificis inspirats en l'art nouveau sota la influència del seu cunyat Paul Hankar. Mort d'un accident cerebrovascular, Paul Jaspar fou enterrat al cementiri de Robermont. A la Biblioteca Chiroux de Lièga es conserva un fons documentat de Jaspar.